# Orchidometr

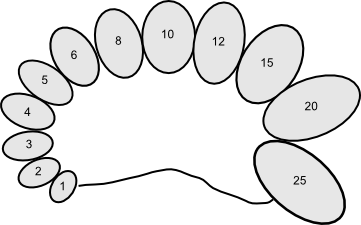
Schemat orchidometru

Orchidometr, orchidometr Pradera – przyrząd służący do pośredniego pomiaru objętości jąder. 
Orchidometr składa się z dwunastu albo więcej plastikowych lub drewnianych owali, nanizanych na sznurek. Owale są wyskalowane i uporządkowane rosnąco pod względem objętości: od 1 do 25 ml. Lekarz trzymając jądro pacjenta w jednej dłoni i orchidometr w drugiej wybiera objętość która najlepiej odpowiada objętości badanego jądra. Pozwala to na określenie stopnia dojrzałości płciowej chłopca – objętość jądra stanowi jedno z kryteriów ocenianych w skali Tannera.

Orchidometr wymyślił i wprowadził do użycia w 1966 roku Andrea Prader z Uniwersytetu w Zurychu.